# ラヴハンター
『ラヴハンター』（Lovehunter）は、ホワイトスネイクが1979年に発表したアルバム。

## 解説
本作のレコーディング終了後、デイヴ・ドウルがバンドを脱退。本作に伴うツアーは、後任としてイアン・ペイスを迎えた編成で行われた。「ヘルプ・ミー・スルー・ザ・デイ」は、レオン・ラッセルがフレディ・キングに提供した楽曲のカヴァー。
本作からのシングル「ロング・ウェイ・フロム・ホーム」は、全英55位に達した。

## 収録曲
1. ロング・ウェイ・フロム・ホーム - Long Way from Home (David Coverdale) - 4:56
2. ザ・シャドー・オブ・ザ・ブルース - Walking in the Shadow of the Blues (D. Coverdale, Bernie Marsden) - 4:24
3. ヘルプ・ミー・スルー・ザ・デイ - Help Me Thro' the Day (Leon Russell) - 4:38
4. メディシン・マン - Medicine Man (D. Coverdale) - 3:58
5. ユー・アンド・ミー - You 'n' Me (D. Coverdale, B. Marsden) - 3:24
6. ミーン・ビジネス - Mean Business (D. Coverdale, Micky Moody, B. Marsden, Neil Murray, Jon Lord, Dave Dowle) - 3:47
7. ラヴ・ハンター - Love Hunter (D. Coverdale, M. Moody, B. Marsden) - 5:37
8. アウトロー - Outlaw (D. Coverdale, B. Marsden, J. Lord) - 4:02
9. ロックン・ロール・ウィーメン - Rock 'N' Roll Women (D. Coverdale, M. Moody) - 4:42
10. ウィー・ウィッシュ・ユー・ウェル - We Wish You Well (D. Coverdale) - 1:38

### 2006年リマスター盤ボーナス・トラック
1979年3月29日録音のスタジオ・ライヴ音源を使用。
1. ベルジャン・トムズ・ハット・トリック（BBCライヴ） - Belgian Tom's Hat Trick (M. Moody) - 3:38
2. ラヴ・トゥ・キープ・ユー・ウォーム（BBCライヴ） - Love to Keep You Warm (D. Coverdale) - 3:28
3. ハート・オブ・ザ・シティ（BBCライヴ） - Ain't No Love in the Heart of the City (Michael Price, Dan Walsh) - 4:53
4. トラブル（BBCライヴ） - Trouble (D. Coverdale, B. Marsden) - 4:30

## 参加ミュージシャン
- デイヴィッド・カヴァデール - ボーカル
- ミッキー・ムーディ - ギター
- バーニー・マースデン - ギター
- ジョン・ロード - キーボード
- ニール・マーレイ - ベース
- デイヴ・ドウル - ドラムス